# Fritz Harnest
Fritz Harnest   (Múnic, 16 d'agost de 1905 - Traunstein, 28 de gener de 1999) va ser un pintor, gravador i artista de collage alemany. Va ser un creador d'art modern abstracte a Alemanya després de la Segona Guerra Mundial.

## Biografia
Harnest va estudiar a l'Acadèmia de Belles Arts de Múnic del 1921 al 1929. Va viatjar freqüentment a França entre 1930 i 1931 amb el pintor alemany Otto Baumann. Va deixar de pintar després de la presa del poder nazi, però més tard va reprendre la seva carrera, creant xilografies i murals. De 1940 a 1945 va treballar com a intèrpret a Stalag VII-A de Moosburg. L'any 1959 va ser partícip de II. documenta a Kassel.

## Art a l'espai públic

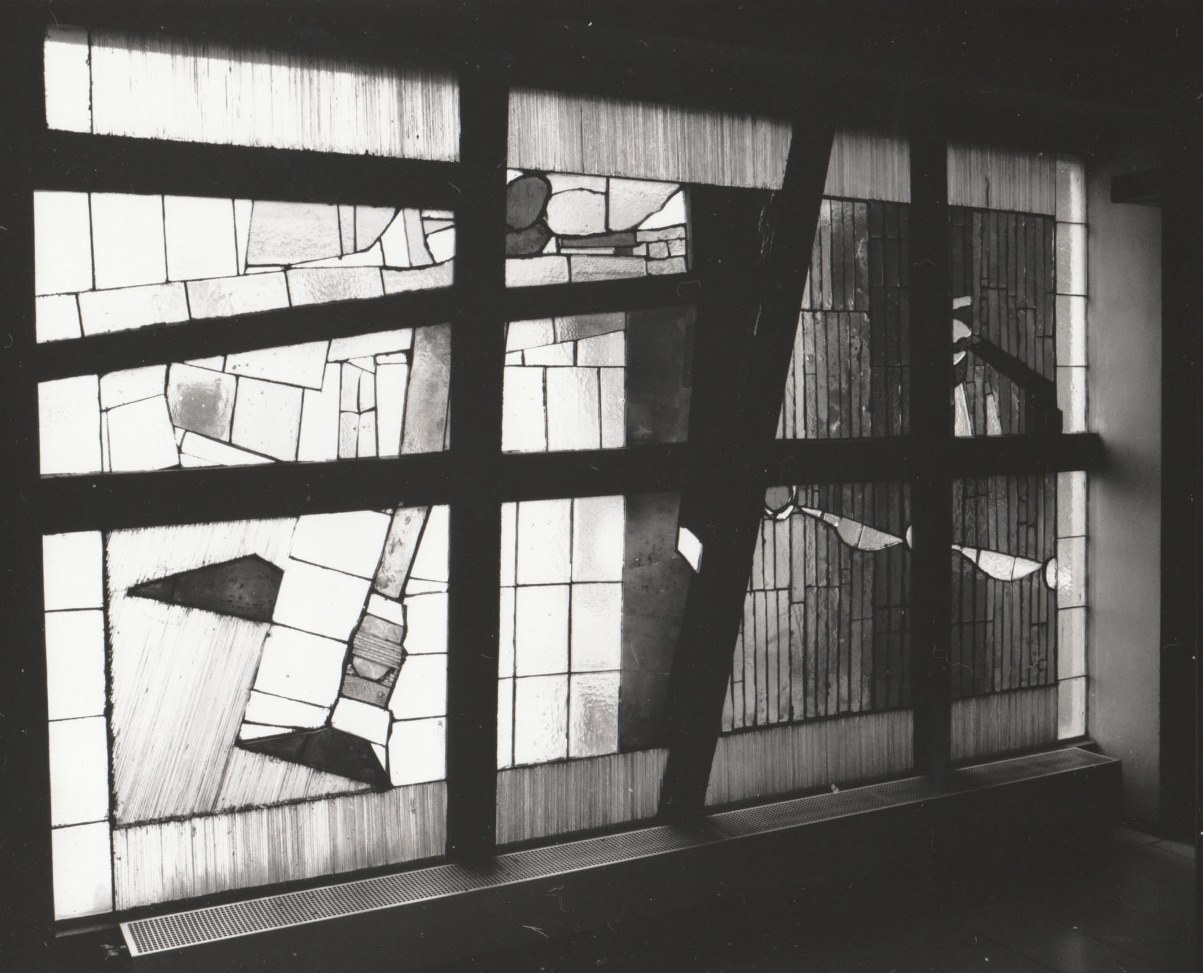
Finestra de colors a l'escala de la Universitat Tècnica de Múnic.
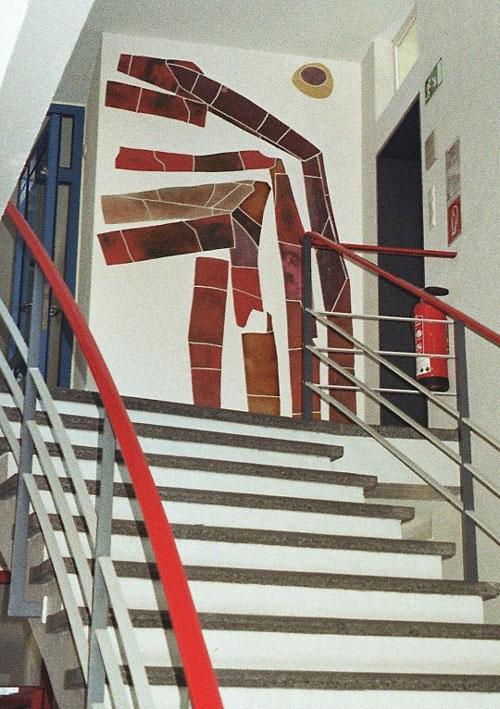
Ceràmica a les parets d'una escala a l'oficina d'impostos de Säckingen (amb Richard Bampi).

## Honors
- 1961: 2n premi a la II. Internationalen Triennale Grenchen per a gràfics originals de colors, Suïssa
- 1969: medalla d'honor a la Triennale Internazionale della Xilographia Contemporanea Capri, Itàlia
- 1996: Bundesverdienstkreuz der Bundesrepublik Deutschland